# Rives méditerranéennes
Rives méditerranéennes est une revue scientifique de sciences humaines ayant pour thème le monde méditerranéen. Elle est disponible sur les portails OpenEdition Journals et Cairn.info.